# Adam Ondra
Adam Ondra (ur. 5 lutego 1993 w Brnie) – czeski wspinacz sportowy. Specjalizuje się boulderingu, prowadzeniu oraz we wspinaczce łącznej i klasycznej. Czterokrotny Mistrz świata we wspinaczce sportowej; trzykrotnie w prowadzeniu oraz w boulderingu. Mistrz Europy w prowadzeniu z 2019 z Edynburga i z 2022 z Monachium. 

## Kariera sportowa
Jako pierwszy poprowadził drogę wspinaczkową wycenianą na 9c – Silence (Flatanger, Norwegia), a także autor trzech pierwszych przejść kolejnych najtrudniejszych dróg sportowych na świecie: La dura dura (9b+), The Change (9b+), oraz Vasil Vasil (9b+). Autor licznych powtórzeń takich ekstremów jak Golpe de Estado (9b), La Rambla (9a+), czy Action Directe (9a). 
Zwycięzca pucharu świata w zawodach wspinaczkowych w prowadzeniu w roku 2009 i 2015, oraz w konkurencji boulderingu w roku 2010.
Mistrz Świata zarówno w boulderingu, jak i w prowadzeniu w 2014 r.
W 2019 roku w Tuluzie na światowych kwalifikacjach do igrzysk olimpijskich zajął drugie miejsce, które zapewniało mu awans (kwalifikacje) na IO 2020 w Tokio.
Multimedalista we wspinaczce sportowej w konkurencji boulderingu oraz prowadzenia (łącznie 17 medali w tym 5 złotych, 10 srebrnych oraz 2 brązowe) w latach 2009–2019:
- Mistrzostwa świata (11 medale);
  - mistrzostwo świata (4x) – 2014, 2016, 2019,
  - wicemistrzostwo świata (5x) – 2009, 2011, 2016, 2018,
  - brązowe medale mistrzostw świata (2x) – 2011, 2012.
- Mistrzostwa Europy (6 medali);
  - mistrzostwo Europy (1x) – 2019,
  - wicemistrzostwo Europy (5x) – 2010, 2015 oraz w 2017.

Wielokrotny uczestnik, medalista prestiżowych zawodów wspinaczkowych Rock Master we włoskim Arco, gdzie zdobył ogółem 11 medali; w tym 7 złotych, 2 srebrne i 2 brązowe. 

Ondra z 7 zwycięstwami w zawodach wspinaczkowych w Rock Masters jest współrekordzistą z Ramón Julián Puigblanqué wśród mężczyzn pod względem ilości wygranych. Hiszpan też wygrał siedem razy te zawody w Arco w konkurencji prowadzenia.

## Osiągnięcia

### Mistrzostwa świata
| Konkurencje       | 2009 | 2011 | 2012 | 2014 | 2016 | 2018 | 2019 |
| ----------------- | ---- | ---- | ---- | ---- | ---- | ---- | ---- |
| Bouldering        | —    | 2    | —    | 1    | 2    | 17   | 6    |
| Prowadzenie       | 2    | 3    | 3    | 1    | 1    | 2    | 1    |
| Wsp. na czas      | —    | —    | —    | —    | —    | 81   | 51   |
| Wspinaczka łączna | —    | —    | —    | —    | —    | 2    | 18   |

### Mistrzostwa Europy
| Konkurencje | 2010 | 2013 | 2015 | 2017 | 2019 |
| Bouldering  | 2    | —    | 2    | —    | —    |
| Prowadzenie | 2    | —    | 2    | 2    | 1    |

### Rock Master
| Konkurencje | 2009 | 2010 | 2011 | 2012 | 2015 | 2016 | 2017 | 2018 |
| Bouldering  | —    | —    | —    | —    | —    | 1    | —    | —    |
| Prowadzenie | 3    | 3    | —    | 5    | —    | 5    | 2    | 4    |
| Duel        | —    | 1    | 1    | 2    | 1    | 1    | 1    | 1    |

### Najważniejsze osiągnięcia wspinaczkowe

#### Drogi wspinaczkowe przebyte klasycznie[8]
Jednowyciągowe:
a) 9c
- Silence (9c) 3 września 2017[9]

b) 9b+/5.15c
- Vasil Vasil (9b+/5.15c) grudzień 2013
- La dura dura (9b+/5.15c) luty 2013
- First round first minute (9b/5.15b) luty 2014
- Move (9b/+,5.15b/c) sierpień 2013
- Iron Curtain (9b/5.15b) sierpień 2013
- Fight or Flight (9b/5.15b) luty 2013
- La Planta de Shiva (9b/5.15b) kwiecień 2011
- Chilam Balam (9b/5.15b) kwiecień 2011
- Chaxi Raxi (9b/5.15b) marzec 2011
- La Capella[10] (9b/5.15b) luty 2011
- Golpe de Estado[11] (9b) marzec 2010

c) 9b/5.15b
- Hell Racer (9a+/5.15a) wrzesień 2013
- Kangaroo’s limb (9a+/5.15a) wrzesień 2013
- Torture physique integrale (9a+/5.15a) czerwiec 2013
- Power Inwerter (9a+/5.15a) styczeń 2013
- Thor’s Hammer (9a+/5.15a) lipiec 2012
- Jungle Boogie (9a+/5.15a) czerwiec 2012
- Perlorodka (9a+/5.15a) wrzesień 2011
- Overshadow (9a+/5.15a) maj 2011
- Chaxi (9a+/5.15a) marzec 2011
- Obrint el Sistema (9a+/5.15a) marzec 2011
- L’étrange ivresse des lenteurs (9a+/5.15a) wrzesień 2010
- Goldrake (9a+/5.15a) kwiecień 2010
- Marina Superstar (9a+/5.15a) październik 2009
- Corona (9a+/5.15a) czerwiec 2009
- Papichulo (9a+/5.15a) luty 2009
- Open Air (9a+/5.15a) listopad 2008
- La Rambla (9a+/5.15a) luty 2008
- PuntX (9a+/5.15a) październik 2008

d) 9a/5.14d
- Cabane au Canada (OS 9a/5.14d) lipiec 2013
- Southern Smoke Direct (Flash 9a/5.15d) październik 20112
- Action Directe[12] (9a) 19 maja 2008
- Unplugged (9a/5.14d) maj 2008
- Martin Krpan (9a/5.14d) 2006
- Abyss (9a/5.14d) 2007
- Erfolg ist trainierbar (9a/5.14d) 2007
- Open Your Mind (9a/5.14d) luty 2008
- Fuck The System (9a/5.14d) luty 2008
- Sanjski par extension (9a/5.14d) marzec 2008
- Weisse Rose (9a/5.14d) wrzesień 2008
- Campo Con Corvi (9a/5.14d) październik 2008 – pierwsze przejście klasyczne
- Halupca 1978 (9a/5.14d) listopad 2008
- Roby in the Sky (9a/5.14d) styczeń 2009

e) 8c/5.14b
- Rollito Sharma Extension (OS 8c/5.14b) luty 2008
- Digital System (OS 8c/5.14b) luty 2008

Wielowyciągowe:
- Dawn Wall (VI 5.14d) – pierwsze powtórzenie, listopad 2016[13]
- Tough Enough (350 m, 10 wyciągów, 8b+) – pierwsze przejście klasyczne, październik 2010[14]
- Silbergeier (200 m, 6 wyciągów, 8b+) sierpień 2007[15]

### Bouldery
8C+(V16)
- Brutal Rider (FA) - Czechy, Kras Morawski - 2020
- Ledoborec (FA) - Czechy, Kras Morawski - 2020
- Gioia - Włochy - 2011
- Terranova (FA) - Czechy, Kras Morawski - 2011

8C/8C+ (V15/V16)
- Vrtule (FA) - Czechy, Kras Morawski - 2017

8C (V15)
- Nunavut (FA) - Czechy, Kras Morawski - 2019
- Pučmeloun (FA) - Czechy, Kras Morawski - 2019
- Ghost Rider - Czechy, Kras Morawski - 2019
- Cháron (FA) - Cechy, Mlýnský vrch - 2011
- Practice of the Wild - Szwajcaria, Magic Wood - 2011
- Pata ledovce (FA) - Czechy, Kras Morawski - 2011
- Monkey Wedding - RPA, Rocklands - 2011
- From The Dirt Grows the Flowers - Szwajcaria, Chironico - 2010
- Big Paw - Szwajcaria, Chironico - 2010

### Zawody wspinaczkowe[16]
| Data       | Konkurencja | Nazwa zawodów                     | Miejsce    | Pozycja |
| ---------- | ----------- | --------------------------------- | ---------- | ------- |
| 28.05.2010 | bouldering  | IFSC Climbing Worldcup            | Wiedeń     | 2.      |
| 14.05.2010 | bouldering  | IFSC Climbing Worldcup            | Greifensee | 2.      |
| 14.11.2009 | prowadzenie | IFSC Climbing Worldcup            | Kranj      | 1.      |
| 25.09.2009 | prowadzenie | IFSC Climbing Worldcup            | Puurs      | 1.      |
| 05.09.2009 | prowadzenie | ROCKMASTER                        | Arco       | 3.      |
| 27.08.2009 |             | IFSC World Youth Championships    | Walencja   | 1.      |
| 21.08.2009 | prowadzenie | IFSC Climbing Worldcup            | Imst       | 1.      |
| 08.08.2009 | prowadzenie | IFSC Climbing Worldcup            | Barcelona  | 1.      |
| 30.06.2009 | prowadzenie | IFSC Climbing World Championships | Qinghai    | 2.      |
| 01.05.2009 | bouldering  | IFSC Climbing Worldcup            | Kranj      | 3.      |
| 22.11.2008 |             | IFSC European Youth Series        | Kranj      | 1.      |
| 27.09.2008 |             | IFSC European Youth Series        | Imst       | 1.      |